# Tsinimoichongo
Tsinimoichongo est une ville, située dans la commune de Ngouéngoué, dans la préfecture de Mbadjini-Ouest aux Comores.
Sa population est estimée à 2606 habitants dans les années 2000[réf. souhaitée]. 